# Sopes
Sopes är en sjö i kommunen Savitaipale i landskapet Södra Karelen i Finland. Arean är 32 hektar och strandlinjen är 5,29 kilometer lång.  Den  ingår i Vuoksens huvudavrinningsområde.  Sjön ligger omkring 47 kilometer väster om Villmanstrand och omkring 170 kilometer nordöst om Helsingfors. 
I sjön finns öarna Sopeksensaari och Kirppusaari. Sopes ligger söder om Huhtijärvi. 